# Anwaltskammer von Belutschistan
Die Anwaltskammer von Belutschistan (Urdu بلوچستان بار کونسل, englisch Balochistan Bar Council) ist eine gesetzliche und beratende Versammlung von Anwälten in Belutschistan, die die Rechte, Interessen und Privilegien von praktizierenden Anwälten in der pakistanischen Provinz Belutschistan wahrnimmt. Der Rat regelt auch das Verhalten der Anwälte und hilft bei der Rechtspflege. Er wurde durch Abschnitt 3(ii) des Legal Practitioners and Bar Councils Act, 1973 der pakistanischen Verfassung eingerichtet. Alle Anwälte der unteren Instanzen und des Obersten Gerichtshofs in Belutschistan sind bei diesem Rat zugelassen.

## Zusammensetzung
Die Anwaltskammer von Belutschistan besteht aus einem Vorsitzenden des Exekutivausschusses und einem stellvertretenden Vorsitzenden, die beide jedes Jahr von den Mitgliedern der Anwaltskammer gewählt werden; diese Mitglieder werden von den Anwälten aus verschiedenen Wahlkreisen der Provinz Belutschistan gewählt. Die Amtszeit der Mitglieder beträgt fünf Jahre und beginnt am 1. Januar, wobei jedes Jahr im November Wahlen stattfinden, um die Sitze derjenigen zu besetzen, deren Amtszeit im darauffolgenden Januar abläuft. Der Generalanwalt von Belutschistan fungiert als Vorsitzender des Balochistan Bar Council.

## Amoklauf
Am 8. August 2016 wurde der Präsident der Anwaltskammer, Bilal Anwar Kasi, auf dem Weg zum Gerichtsgebäude in Quetta durch zwei Attentäter ermordet. Nachdem sein Leichnam in das Regierungskrankenhaus der Stadt gebracht worden war, griff ein Selbstmordattentäter das Krankenhaus an. Bei dem Anschlag wurden mehr als 90 Menschen getötet, zumeist juristische Kollegen der Anwaltskammer, die gekommen waren, um um den Verstorbenen zu trauern, und mindestens 50 Menschen verletzt.